# Hemerobius hyalinus
Hemerobius hyalinus is een insect uit de familie van de bruine gaasvliegen (Hemerobiidae), die tot de orde netvleugeligen (Neuroptera) behoort. 
Hemerobius hyalinus is voor het eerst wetenschappelijk beschreven door Nakahara in 1966.